# KkStB 1060
Die kkStB-Reihe 1060 waren elektrische Lokomotiven der k.k. österreichischen Staatsbahnen (kkStB), die auch von der Elektrischen Lokalbahn Wien-Landesgrenze nächst Hainburg (LWP) als Reihe Ewl beschafft wurden. 
Die Lokomotiven dieser Reihe waren die ersten normalspurigen Vollbahn-Elektrolokomotiven mit Wechselstromantrieb in Österreich.

## Geschichte und Technik

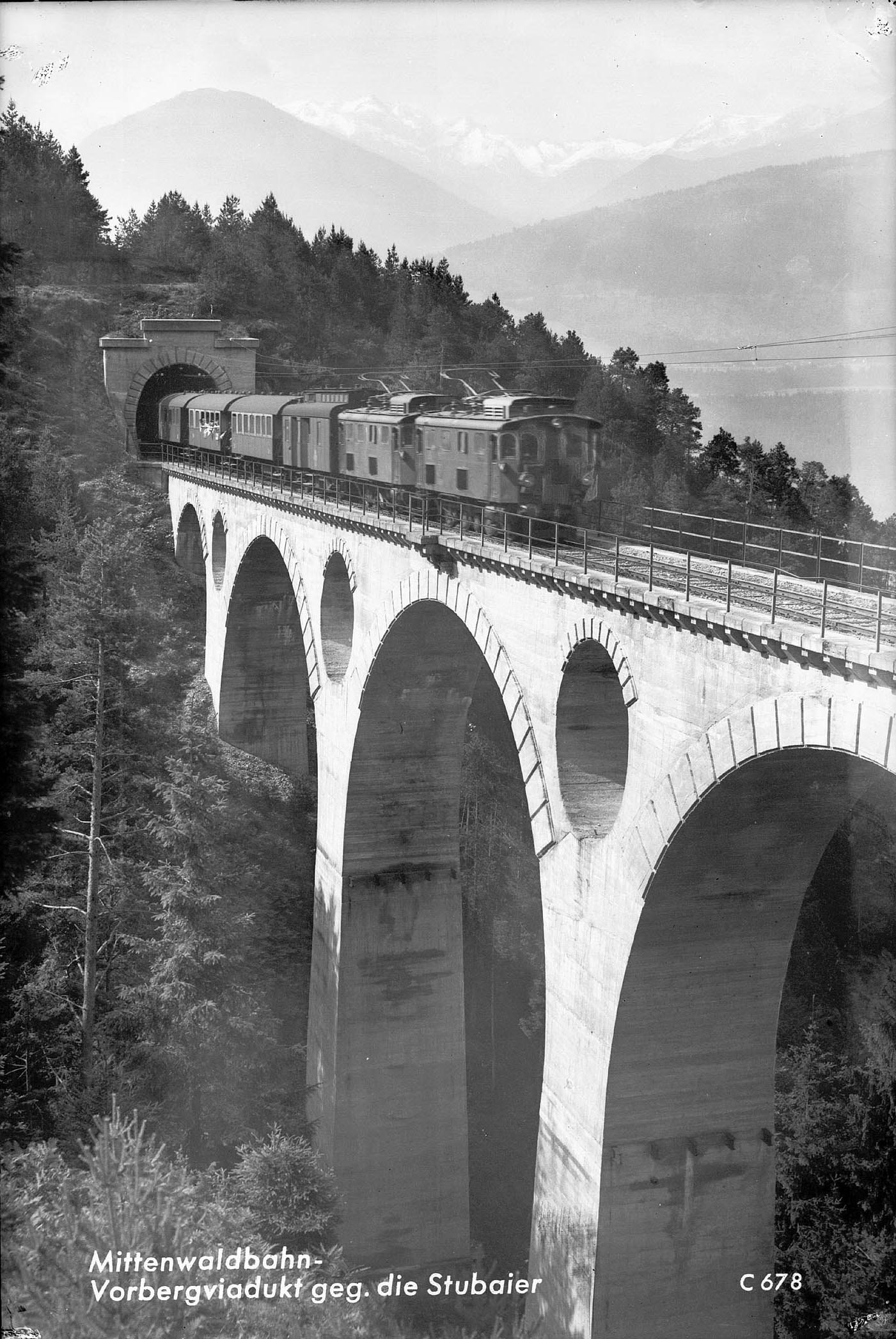
Zwei 1060 vor einem Zug auf dem Vorbergviadukt der Mittenwaldbahn

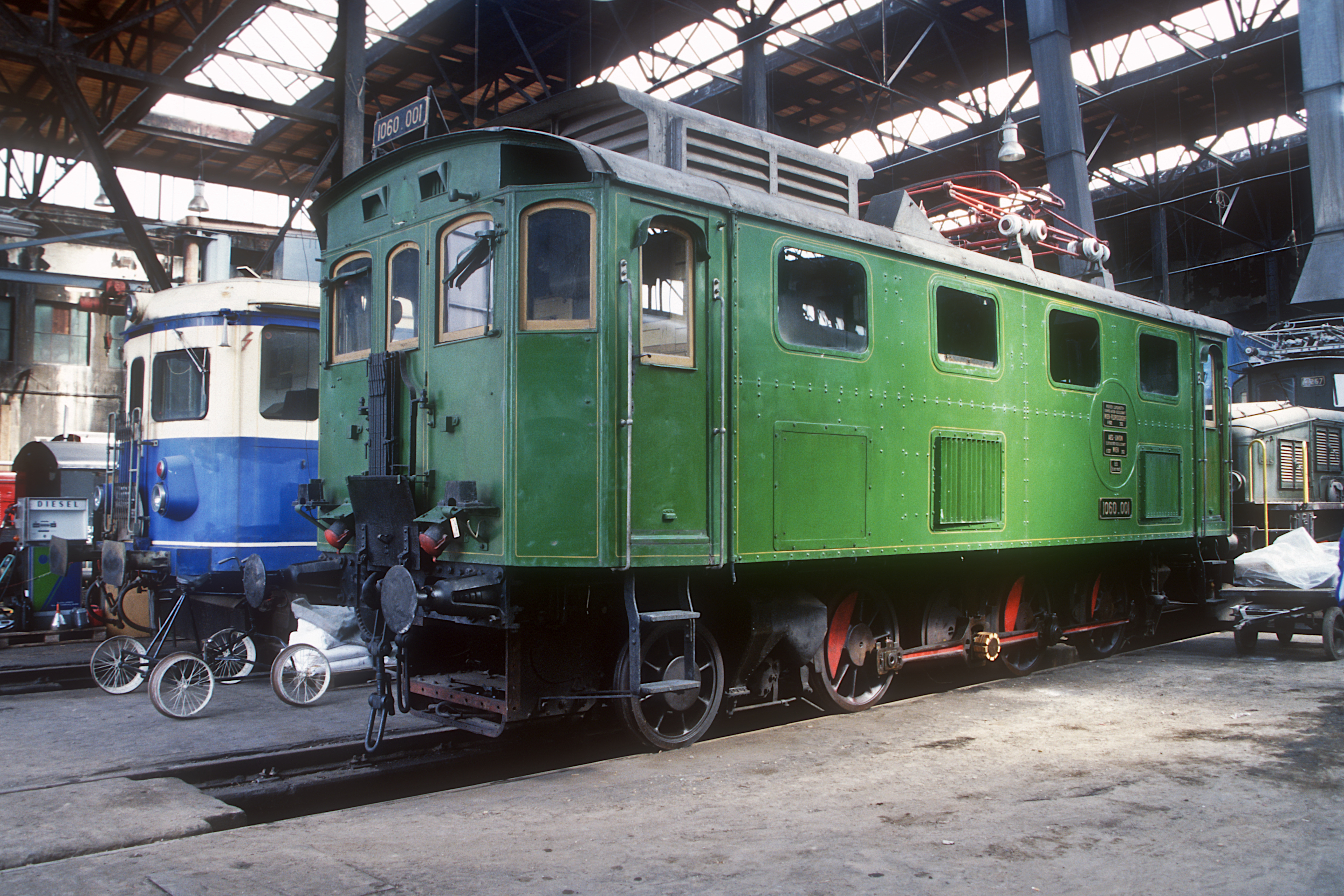
Während der Sanierung des Technischen Museums war die 1060.001 im Eisenbahnmuseum Straßhof untergebracht (1999)

Die kkStB beschaffte 1912 neun Stück dieser Reihe eigens für die neu eröffnete Mittenwaldbahn. Ursprünglich wurden sie wegen dem grenzüberschreitenden Verkehr mit Bayern mit dem damals neuen Bahnstromsystem mit Wechselspannung von 15 kV und einer Frequenz von 15 Hz betrieben, 1923 allerdings auf 15 kV und 16 2⁄3 Hz umgestellt. 
Die Konstrukteure Egon Ewald Seefehlner und Popp beschreiben den Entwicklungsgang von einem ersten Projekt mit drei gekuppelten Achsen, von denen die beiden äußeren mit Tatzlagermotoren angetrieben wurden, hin zum definitiven Entwurf mit einem hochgelagerten Motor. Das Gesamtgewicht erforderte darüber hinaus eine Laufachse, die als Adamsachse ausgebildet wurde.
Der Motor war ein Repulsionsmotor nach Winter-Eichberg, der über Schrägstangen und eine Blindwelle die Kuppelradsätze antrieb. Der Strom wurde ursprünglich über Lyra-Stromabnehmer mit doppeltem Schleifstück zugeführt. Später erhielten die Lokomotiven Scherenstromabnehmer. Die Steuerung erfolgte durch eine 16-stufige Schützensteuerung, die bereits als Vielfachsteuerung für zwei Maschinen ausgeführt war. Die Lokomotiven konnten bereits einmännig bedient werden.
Als erste Lokomotivreihe der kkStB wurde die 1060 mit der Westinghouse-Druckluftbremse ausgerüstet, da die Mittenwaldbahn die erste Bahn in Österreich war, deren Fuhrpark (wegen des gemeinsamen Verkehrs mit Bayern) komplett mit dieser Bremsart ausgerüstet war.

### Einsatz
Die 1060.001 absolvierte im Jahr 1912 Probefahrten auf der Versuchsstrecke Dessau–Bitterfeld, hierfür wurde sie mit einem Scherenstromabnehmer ausgerüstet.
Die Fahrzeuge erwiesen sich als robuste Konstruktion und erfüllten ihre Aufgabe bis Ende der 1920er Jahre zur vollen Zufriedenheit, ab diesem Zeitpunkt wurden sie von Maschinen der stärkeren Reihe 1170 abgelöst.
1914 kamen drei weitere Maschinen dieser Reihe als Güterzuglokomotiven auf die der LWP gehörende Pressburger Bahn, wo sie als Ewl 1–3 bezeichnet wurden.
Die BBÖ bezeichnete die Fahrzeuge mit 1060.001–012 (1060.001–009 Mittenwaldbahn, 1060.010–012 Pressburger Bahn) und musterte die meisten 1934 aus. Die verbliebenen vier Maschinen (davon zwei der LWP) wurden 1940/42 von der Deutschen Reichsbahn ausgeschieden. Die 1060.011 wurde 1946 von den wiedererstandenen Österreichischen Bundesbahnen wieder in Betrieb genommen und 1952 endgültig ausgemustert.

## Verbleib
Aufgrund ihrer historischen Bedeutung wurde die 1060.001 erhalten und befindet sich seit 1977 im Technischen Museum Wien. Sie wurde 1961 in der Hauptwerkstätte Linz restauriert, dabei wurden auf einer Seite Sichtfenster in die Seitenwand eingebaut, um auch die Technik im Innenraum der Lok den Besuchern präsentieren zu können.